# Оверн
 Тази статия е за региона на Франция.  За историческата област вижте Оверн (провинция).  
Оверн (на френски: Auvergne) е бивш административен регион в южната част на Централна Франция. Регионът съществува до 1 януари 2016 г., когато се слива с Рона-Алпи в новосъздадения регион Оверн-Рона-Алпи. На неговата територия са разположени департаментите Алие, Кантал, От Лоар и Пюи дьо Дом. Главен град е Клермон-Феран. Население около 1 334 000 жители към 1 януари 2006 г. Този район се характеризира с вулканичния си пейзаж. Също така е селскостопански регион, земята се използва за растениевъдството и животновъдството.
Столица на региона е Клермон-Феран, важен промишлен център, разполагащ и с множество старинни сгради и архитектури. Някои от тях датират от древни времена, когато районът е населяван от келтите. Има много древноримски църкви, както и ренесансови дворци и средновековни замъци.
В региона се практикува пешеходен туризъм, планинско колоездене, ски, рафтинг, делтапланеризъм, водни спортове, като кану-каяк, риболов и ветроходство. Също така има много минерални извори и здравни центрове.

## Географски особености
В региона се намира планината Пюи дьо Дом.